# 8bitpeoples
 8bitpeoples je nahrávací společnost typu "udělej si sám" sídlící v New York City, která se soustředí na estetickou 8bitovou hudbu, jenž je silně ovlivněna historickými videohrami. 8bitpeoples bylo založeno roku 1999 Jeremiahem "Nullsleep" Johnsonem a Mikem "Tangible" Hanlonem. Momentálně je v provozu díky Johnsonovi a kolegovi Joshua "Bit Shifter" Davisovi.
Mnozí umělci, kteří se objevili na 8bitpeoples, se také objevili v kompilacích v ostatních vydavatelstvích, především kompilace 8 Bit Operators od vydavatelství Astralwerks, kolekce písniček od německé skupiny Kraftwerk přetvořené do 8bitového stylu. 8bitpeoples se také podílejí na organizaci Blip Festivalu, který představuje 8bitové hudebníky, často včetně těch, jenž se už na 8bitpeoples objevili.
Většinu svých alb vydávají zdarma prostřednictvím svých stránek, a to včetně tisknutelných přebalů, takže si každý může vytvořit vlastní kopii jejich alb.

## Současní členové
- Bit Shifter
- minusbaby
- NO CARRIER
- Nullsleep
- openBack
- Otro
- Random
- Trash80
- Twilight Electric
- x|k

## Přizvaní umělci
- 505
- 8GB
- A.M.U
- Alex Mauer
- Amor Antiquita
- Anamanaguchi
- Animal Style
- AY Riders
- Binärpilot
- Bud Melvin
- Cheapshot
- Coleco Music
- Commie64
- Coova
- Cornbeast
- Counter Reset
- Damo
- David Sugar
- Divag
- Dma-Sc
- Dorothy's Magic Bag
- Drx
- exileFaker
- Firebrand Boy
- Frank Fitus
- Gijs Gieskes
- glomag
- Gordon Strombola
- Goto80
- Gumshoe
- gwEm
- Handheld
- I, Cactus
- IAYD
- Jellica
- knife city
- Kplecraft
- L–Tron
- Linde
- lissajou
- little-scale
- Lo-Bat
- M-.-n
- Manic
- Marcer
- Mark DeNardo
- Mesu Kasumai
- Mr. Spastic
- Paza
- Phlogiston
- Psilodump
- Rainbowdragoneyes
- Receptors
- Role Model
- Rugar
- RushJet1
- Sabastian Boaz
- Sabrepulse
- Saskrotch
- she
- Sievert
- Snoopdroop
- starPause
- Starscream
- Stu
- Tangible
- Tao
- Ten and Tracer
- Tet
- The 8bitpeoples
- The Depreciation Guild
- The J. Arthur Keenes Band
- The X-Dump
- Timbral
- USK
- Vim
- Virt
- Xinon
- Yerzmyey
- YM Rockerz
- Yuppster
- ZEN ALBATROSS

## Kompilace/Vzorníky
- Colors (8BP001)
- Axel F (8BP028)
- The 8bits of Christmas (8BP038)
- 8BP050 (8BP050)
- Blip Festival 2008: 32 Live Recordings (8BP100)
- Reformat: A Tribute To Bit Shifter's Information Chase (8BP118)